# Галон

Одиниці вимірювання бензину, що використовуються у всьому світі:
Літр
Галон США
Імперський галон
Немає даних

Галон, ґалон (англ. gallon від ст.-норм. galun, galon) — міра об'єму рідин і сипких речовин в Англії (1&nbspг. = 4,546 л) і США (для рідин 1 г. = 231 (точно) кубічних дюймів = 3,785411784 (точно) кубічних дециметрів ≈ 3,785 л; для сипких тіл — 4,405 л).
Перевід в метричну систему:
- Аргентина: 3,80 л
- Велика Британія
  - Імперський чи звичайний 4,546092 л
  - Пруф-галон, для вимірювання спирту 2,594 л
  - Старий, для вимірювання вина і рідин 3,78533 л
  - Сипучих тіл 4,405 л
- Куба 3,785 л
- США
  - Меду 5,443 кг
  - оливкової олії 3,447 кг
  - Сипучих тіл — 4,405 л
  - Звичайний малий, для вимірювання вина і нафти 3,785411784 л
  - Пруф-галон 1,89 л

## Еквівалент галону бензина
У США використовують такий термін як «Еквівалент галону бензина» (Gasoline gallon equivalent (GGE)), для порівняння бензину з іншими видами рідкого і газоподібного палива.
| Паливо                                                 | Еквівалент галону бензина | БТО/одиниця                   | КВт/одиниця |
| ------------------------------------------------------ | ------------------------- | ----------------------------- | ----------- |
| Бензин (базовий)                                       | 1 галон США               | 114000 БТО/Ґ.                 | 33,41       |
| Бензин (стандартний, влітку)                           | 0,996 галон США *         | 114500 БТО/Ґ.                 | 33,56       |
| Бензин (стандартний, взимку)                           | 1,013 галону США *        | 112500 БТО/Ґ.                 | 32,97       |
| Бензин (перегнаний бензин, етанол)                     | 1,019 галону США *        | 111836 БТО/Ґ.                 | 32,78       |
| Бензин (перегнаний бензин, етилтерт-бутиловий етер)    | 1,019 галону США *        | 111811 БТО/Ґ.                 | 32,77       |
| Бензин (перегнаний бензин, метилтерт-бутиловий етер)   | 1,020 галону США *        | 111745 БТО/Ґ.                 | 32,75       |
| Бензин (10 % метилтерт-бутилового етеру)               | 1,02 галону США           | 112000 БТО/Ґ.                 | 32,83       |
| Бензин (звичайний, без додавання свинцю)               | 1 галон США               | 114100 БТО/Ґ.                 | 33,44       |
| Дизельне паливо                                        | 0,88 галону США           | 129500 БТО/Ґ.                 | 37,95       |
| Біодизель (B100)                                       | 0,96 галону США           | 118300 БТО/Ґ.                 |             |
| Біодизель (B20)                                        | 0,90 галону США           | 127250 БТО/Ґ.                 |             |
| Зріджений природний газ                                | 1,5362 галону США         | 75000 БТО/Ґ.                  |             |
| Стиснений природний газ                                | 12,67 куб. фут (3,587 м3) | 900 БТО/куб. фут              |             |
| Водень (при 101,325 кПа)                               | 357,37 куб. фут           | 319 БТО/куб. фут              |             |
| Водень (за масою)                                      | 0,997 кг (2,198 фунта)    | 119,9 МДж/кг (51500 БТО/фунт) |             |
| Зріджений нафтовий газ (пропан)                        | 1,35 галону США           | 84300 БТО/Ґ.                  |             |
| Метанол (M100)                                         | 2,01 галону США           | 56800 БТО/Ґ.                  |             |
| Етанол (E100)                                          | 1,500 галону США          | 76100 БТО/Ґ.                  |             |
| Етанол (E85)                                           | 1,39 галону США           | 81800 БТО/Ґ.                  |             |
| Авіаційне паливо (нафта)                               | 0,97 галону США           | 118700 БТО/Ґ.                 |             |
| Авіаційне паливо (гас)                                 | 0,90 галону США           | 128100 БТО/Ґ.                 |             |
| Нітрометан                                             | ~23 галону США            | ~47000 БТО/Ґ.                 |             |
| Електроенергія                                         | 33,40 кіловатт-годин *    | 3413 БТО/(кВ·г)               |             |
| *Розраховано на основі 114000 БТО/Ґ. базового бензину. |                           |                               |             |